# 孟南
孟南（孟加拉語：/ দক্ষিণ বাংলা）是指印度西孟加拉邦和孟加拉国南部的地區，毗鄰孟加拉灣。其中孟加拉的部分包括庫爾納專區、巴里薩爾專區與計劃設立的福里德布爾專區。